# Marco Kurz
Marco Kurz (Stoccarda, 16 maggio 1969) è un allenatore di calcio ed ex calciatore tedesco, di ruolo difensore.

## Palmarès

### Calciatore

#### Competizioni nazionali
- Campionato tedesco: 1

Borussia Dortmund: 1994-1995
- Supercoppa di Germania: 1

Borussia Dortmund: 1995

#### Competizioni internazionali
- Coppa UEFA: 1

Schalke 04: 1996-1997

### Allenatore
- Campionato tedesco di seconda divisione: 1

Kaiserslautern: 2009-2010
- FFA Cup: 1

Adelaide United: 2018